# Вислоплодник

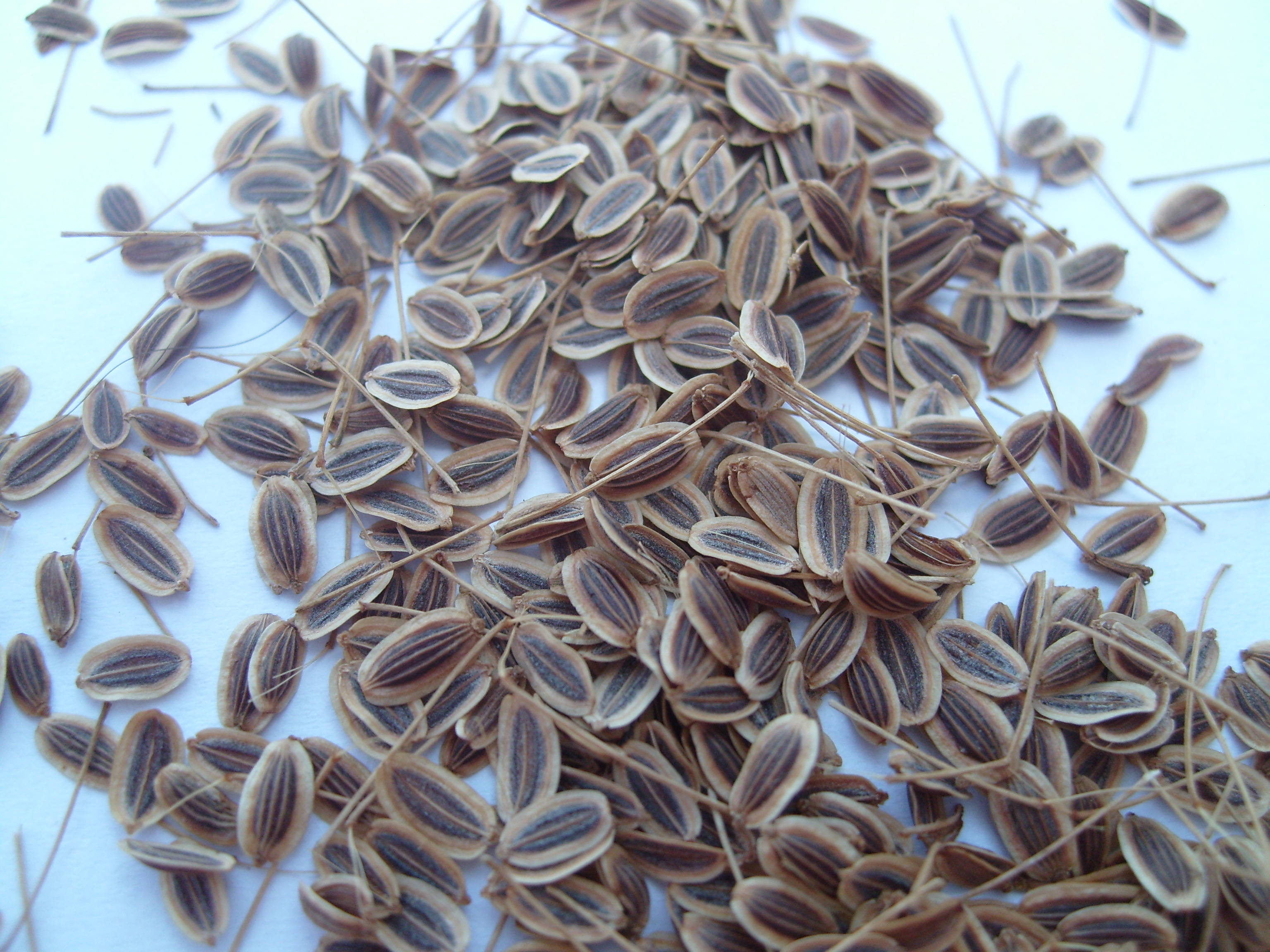
Мерикарпии укропа

Вислопло́дник (лат. cremocárpium, от др.-греч. κρεμαννύω — «подвешивать» и καρπός — «плод») — сухой двусемянный дробный плод, представляющий собой специфический схизокарпий. Характерен в основном для растений семейств Зонтичные и Аралиевые.
Вислоплодник развивается из двугнёздной завязи, состоит из двух мерикарпиев (полуплодиков), образованных из плодолистиков завязи. Полуплодики висят на карпофоре — вильчато расщеплённом надвое стерженьке, который представляет собой сросшиеся вентральные участки двух плодолистиков. На верхушке плодолистиков имеется по стилоподию (подстолбию) — видоизменённый нектарник, несущий на верхушке два стилодия.
Как правило, при достижении зрелости мерикарпии вислоплодника свободно повисают на карпофоре, распадающемся по спайке (комиссуре). У берулы карпофор при созревании плода не отделяется от полуплодиков и они остаются скреплёнными. У лагеции развивается только один из мерикарпиев. У колюченосника также развивается один мерикарпий, который срастается с цветоножками окружающих его тычиночных цветков и ложем соцветия.